# Голова юной Нефертити
Голова юной Нефертити («Голова королевы», «Красавица») — скульптурный незавершённый портрет царицы Нефертити, выполненный из песчаника. Найдена в 1912 году в пригородах Ахетатона экспедицией Германского восточного общества под руководством немецкого египтолога Людвига Борхардта. Данная скульптура среди других ценностей была вывезена из Германии в СССР во время Второй мировой войны. До 1958 года хранилась в Государственном Эрмитаже, после была возвращена в Египетский музей Берлина, где и находится в настоящее время.

## История обнаружения
Скульптура была обнаружена в Тель-эль-Амарне на раскопках древнего города Ахетатона, проводившихся под эгидой Германского восточного общества археологической экспедицией под руководством Людвига Борхардта. Она находилась в одном из помещений в доме древнеегипетского скульптора Тутмоса вместе с десятками других изделий, в том числе знаменитым бюстом Нефертити, скульптурами, изображавших фараона Эхнатона и его приближённых и др.

## Описание

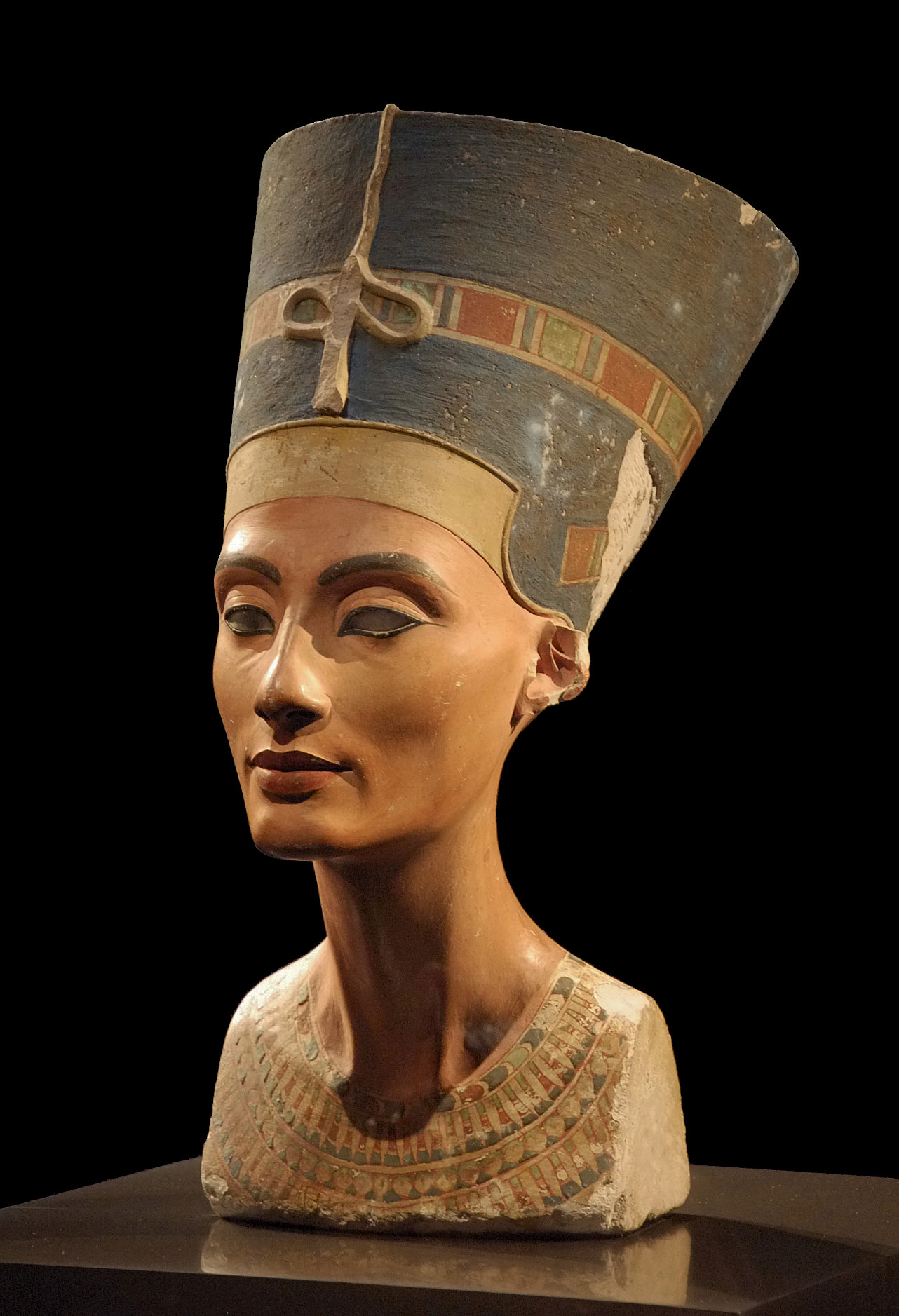
Бюст Нефертити. Новый музей, Берлин (инв. АM 21300)

Голова юной Нефертити выполнена из кристаллического песчаника. Её размеры: 29 х 14,9 х 16,5 см. Произведение является незавершённым: не закончены уши, не вставлены глаза, поверхность камня окончательно не обработана. Тем не менее, скульптура раскрашена: подведены глаза, брови, на лбу и ушах видна огибающая полоса того же цвета, которым прорисованы брови. Верхняя выпуклая деталь скульптуры позволяет предположить, что на ней крепился головной убор или корона.
Голова юной Нефертити близка по стилю и исполнению с бюстом Нефертити (см. иллюстрацию справа), поэтому считается, что их сделал один и тот же мастер. Советский египтолог, специалист по амарнскому периоду Юрий Перепёлкин сравнивая оба бюста, отмечал: «Одна голова известняковая, раскрашенная, в высоком синем венце, с утончёнными чертами лица, в которых спокойная приветливость почти заглушена выражением неприступности. Другая голова песчаниковая, природного цвета… с лицом невозмутимо-нежным, с необыкновенною улыбкою, бесконечно тихою и сдержанною».

## Скульптура в России
Скульптура является перемещённой культурной ценностью. Во время Второй мировой войны она была вывезена из Германии на территорию Советского Союза в качестве компенсаторной реституции. До 1958 года хранилась и экспонировалась в Государственном Эрмитаже, а позже в числе других предметов, как например, Пергамский алтарь, Сикстинская Мадонна и др. была возвращена в Германию. Директор Эрмитажа Михаил Артамонов в письме министру культуры СССР Николаю Михайлову от 27 мая 1955 года предлагал не возвращать, а оставить в Эрмитаже ряд предметов амарнского периода, в том числе и эту скульптуру. Однако его просьба не была удовлетворена.
В настоящее время находится в Египетском музее г. Берлина (инвентарный номер АЕ 21220).
В 2009 году скульптура возвращалась в Россию на временную выставку «Прекрасная пришла. Шедевры портрета из Египетского музея в Берлине», которая проходила в Государственном Эрмитаже с 23 июня по 20 сентября.